# Carole Pateman
Carole Pateman (11 de dezembro de 1940) é uma filósofa britânica que trabalha com teoria política e feminismo. Nasceu em Sussex. Adquiriu doutorado pela Universidade de Oxford em 1990 e foi a primeira mulher a integrar o cargo de presidência da Associação Internacional de Ciência Política (1991-94). Foi professora da Universidade da California em Los Angeles (UCLA). Suas obras abordam questões relativas à democracia, participação política, obrigação política, críticas ao liberalismo e perspectivas feministas a respeito da dominação e do contrato social entre gêneros ("contrato sexual").

## Publicações
- Pateman, Carole (1970). Participation and democratic theory. Cambridge England: Cambridge University Press. ISBN 9780521290043. - Publicado em português como Participação e teoria democrática.
- Pateman, Carole (1985). The problem of political obligation: a critique of liberal theory. Cambridge: Polity in association with Blackwell. ISBN 9780745601359.
- Pateman, Carole (1988). The sexual contract. Cambridge: Polity Press. ISBN 9780745604329.
- Pateman, Carole (1989). The disorder of women: democracy, feminism, and political theory. Stanford, California: Stanford University Press. ISBN 9780804717656.
- Pateman, Carole; Dowding, Keith; Goodin, Robert E. (2004). Justice and democracy: essays for Brian Barry. Cambridge New York: Cambridge University Press. ISBN 9780521836951.
- Pateman, Carole; Mills, Charles W. (2007). Contract and domination. Cambridge: Polity Press. ISBN 9780745640044.
- Pateman, Carole. O contrato sexual. Rio de Janeiro, Paz e terra, 1993.